# Lijst van prinsessen van Condé
Dit is een lijst van prinsessen van het vorstendom Condé.
| Foto | Naam                                                             | Vader                                        | Geboorte         | Huwelijk         | Benoeming                                | Afgetreden                                 | Overleden        | Echtgenoot          |
| ---- | ---------------------------------------------------------------- | -------------------------------------------- | ---------------- | ---------------- | ---------------------------------------- | ------------------------------------------ | ---------------- | ------------------- |
|      | Eléanor de Roye Mademoiselle de Roucy                            | Charles de Roye (Roye)                       | 24 februari 1535 | 22 juni 1551     | 22 juni 1551                             | 23 juli 1564                               | 23 juli 1564     | Lodewijk I          |
|      | Françoise d'Orléans Mademoiselle de Longueville                  | François (Valois)                            | 5 april 1549     | 8 november 1565  | 8 november 1565                          | 13 maart 1569 overlijden van echtgenoot    | 11 juni 1601     | Lodewijk I          |
|      | Maria van Kleef, prinses van Condé                               | Frans I van Kleef (La Marck)                 | 1553             | 10 augustus 1572 | 10 augustus 1572                         | 14 november 1574                           | 14 november 1574 | Hendrik I           |
|      | Charlotte Catherine de La Trémoille Mademoiselle de La Trémoille | Lodewijk III de la Trémoille                 | 1568             | 16 maart 1586    | 16 maart 1586                            | 5 maart 1588 overlijden van echtgenoot     | 28 augustus 1629 | Hendrik I           |
|      | Charlotte Marguerite de Montmorency Mademoiselle de Montmorency  | Hendrik I van Montmorency                    | 11 mei 1594      | 17 mei 1609      | 17 mei 1609                              | 26 december 1646 overlijden van echtgenoot | 2 december 1650  | Hendrik II          |
|      | Claire Clémence de Maillé Mademoiselle de Brézé                  | Urbain (Maillé)                              | 25 februari 1628 | februari 1641    | 26 december 1646 aftreden van echtgenoot | 11 november 1686 overlijden van echtgenoot | 16 april 1694    | Lodewijk II         |
|      | Anne Henriette van Bavaria                                       | Eduard van de Palts                          | 13 maart 1648    | 11 december 1663 | 11 november 1686 aftreden van echtgenoot | 1 april 1709 overlijden van echtgenoot     | 23 februari 1723 | Hendrik III         |
|      | Louise Françoise de Bourbon Mademoiselle de Nantes               | Lodewijk XIV van Frankrijk (Bourbon)         | 1 juni 1673      | 25 mei 1685      | 1 april 1709 aftreden van echtgenoot     | 4 maart 1710 overlijden van echtgenoot     | 16 juni 1743     | Lodewijk III        |
|      | Marie Anne de Bourbon Mademoiselle de Conti                      | Frans Lodewijk van Bourbon-Conti             | 18 April 1689    | 9 augustus 1713  | 9 augustus 1713                          | 21 maart 1720                              | 21 maart 1720    | Lodewijk IV Hendrik |
|      | Landgravinne Carolina van Hessen-Rotenburg                       | Ernst Leopold van Hessen-Rheinfels-Rotenburg | 18 augustus 1714 | 24 juli 1728     | 24 juli 1728                             | 27 januari 1740 overlijden van echtgenoot  | 14 juni 1741     | Lodewijk IV Hendrik |
|      | Charlotte de Rohan Mademoiselle de Soubise                       | Charles de Rohan (Rohan)                     | 7 oktober 1737   | 3 mei 1753       | 3 mei 1753                               | 4 maart 1760                               | 4 maart 1760     | Lodewijk V Jozef    |
|      | Maria Catharina Brignole                                         | Giuseppe Brignole (Brignole)                 | 7 oktober 1737   | 24 oktober 1798  | 24 oktober 1798                          | 18 maart 1813                              | 18 maart 1813    | Lodewijk V Jozef    |
|      | Bathilde d'Orléans Mademoiselle                                  | Lodewijk Filips I van Orléans (Orléans)      | 9 juli 1750      | 24 april 1770    | 13 mei 1818 aftreden van echtgenoot      | 10 januari 1822                            | 10 januari 1822  | Lodewijk VI Hendrik |